# 1818 na música

## Nascimentos
| Data        | Nome           | Profissão  | Nacionalidade | Observações | Ref |
| ----------- | -------------- | ---------- | ------------- | ----------- | --- |
| 17 de Junho | Charles Gounod | compositor | França        | m. 1893     |     |

## Mortes
| Data           | Nome                   | Profissão  | Nacionalidade | Observações | Ref |
| -------------- | ---------------------- | ---------- | ------------- | ----------- | --- |
| 1 de Fevereiro | Giuseppe Gazzaniga     | compositor | Itália        | m. 1743     |     |
| 20 de Março    | Johann Nikolaus Forkel | musicólogo | Alemanha      | n. 1749     |     |